# Curse: The Eye of Isis
Curse: The Eye of Isis es un videojuego de horror y supervivencia que fue desarrollado por el estudio británico Asylum Entertainment, y publicado por DreamCatcher Interactive y Wanadoo para Xbox, PlayStation 2 y Windows. Fue lanzado en Estados Unidos para Windows en octubre de 2003 y para Xbox en abril de 2004. La versión de PlayStation 2 solo se distribuyó en Europa.
Comparte el mismo tipo de entorno atmosférico, jugabilidad, ángulos de cámara fijos y conservación de municiones que los videojuegos anteriores de Resident Evil, así como muchos otros videojuegos de horror de supervivencia arquetípicos del género, como ObsCure y Silent Hill.
La versión para Xbox del juego fue muy brevemente compatible con la Xbox 360, pero fue eliminada de la lista debido a fallas el 1 de diciembre de 2005. El juego permanece injugable en ese sistema.

## Argumento
El videojuego se encuentra ambientado en el Londres victoriano de 1890. Darien Dane es invitado por su amiga de la infancia Victoria Sutton a ver la exhibición egipcia del Museo Británico, donde se presentara una antigua y valiosa estatua conocida como el Ojo de Isis, recuperado por el padre de Darien, el arqueólogo doctor Stanley Dane. Sin embargo, al llegar, se encuentra con el museo cerrado, ya que unos ladrones entran a robar la estatua y se libera una poderosa maldición que trae devuelta a la vida a momias y otros muertos. Darien se infiltra igualmente en el museo y, contando con la ayuda de Abdul Wahid, amigo por medio de sus padres, se enfrenta a matones, momias y seres revividos, buscando salvar a su amiga y para acabar con la maldición.

## Producción
Asylum Entreteinment había producido con anterioridad videojuegos dirigidos a un público infantil, como The Powerpuff Girls: Chemical X-traction y Play with the Teletubbies. Las voces de los personajes se presentaron en inglés en todos los idiomas, y los actores de voz fueron David Gasman como Darien Dane, Poppy Miller como Victoria Sutton, Michael Burrell como Abdul Wahid y Neil Sparkes para el resto de las voces adicionales.

## Recepción y crítica
El videojuego recibió una crítica mixta, con una puntuación media de 63 sobre 100 en Metacritic. La historia, los gráficos y el escenario fueron bien recibidos en su mayoría, especialmente gracias a su historia victoriana clásica y su estilo misterioso y oscuro, pero del cual se reclama su fórmula tan parecida a videojuegos anteriores como Resident Evil, Silent Hill y Alone in the Dark: The New Nightmare. La adición de objetos victorianos, como el mentol, las sales aromáticas y un lanzallamas a base de parafina, le suman originalidad al entorno del juego. La música, los sonidos de ambientes y las voces también resultaron buenos pero sin destacar.
Los enemigos varían entre simples e inofensivos, como los zombis, con una escasa IA, a otros de gran dificultad, como el oso grizzly. Respecto al sistema de pluzes y acertijos, se vio de forma negativa ya que, a pesar de su simpleza, se agravaba con un método errático de prueba y error.
Otros aspectos criticados fueron el sistema de puntos de guardado, teniendo que buscar a Abdul Wahid en vez de preferir el autoguardado; los ángulos de cámara predeterminados que dificultan el movimiento; un mapa ineficaz, sin etiquetas; y la poca interactividad con el ambiente.